# سيتي موسداح موليا
الدكتورة ستي موسداح موليا (بالإندونيسية: Musdah Mulia)‏ هي ناشطة إندونيسية لحقوق المرأة. كانت أول امرأة تعين في منصب أستاذ باحث في المعهد الإندونيسي للعلوم، والتي كانت لا تزال تعمل فيه بالإضافة إلى انها تعمل أيضا محاضره في الفكر السياسي الإسلامي في كلية الدراسات العليا من جامعة شريف هداية الله الإسلامية في إندونيسيا. أيضا منذ عام 2007 كانت ستي رئيسة منظمة غير حكومية تدعى المؤتمر الاندونيسي (يوم الدين من أجل السلام). .
كانت سيتي أول امرأة تحصل على شهادة الدكتوراه في الفكر الإسلامي من جامعة شريف هداية الله الإسلامية في عام 1997. من عام 1999 وحتى عام 2007 كانت تشغل منصب مستشار وزير الشؤون الدينية، وكانت جزءا من الفريق الذي تأسس في عام 2004 المسمى العداد القانوني  ومع ذلك، كان مشروع قانون الشريعة الإسلامية في إندونيسيا قد أوصى بأمور مثل حظر زواج الأطفال والسماح بالزواج بين الأديان. وزير الشؤون الدينية قرر إلغاء المشروع بسبب احتجاجات عنيفة. من عام 2000 حتى عام 2005 كانت رئيسة شعبة البحوث في مجلس العلماء الإندونيسي.
سيتي قد كتبت أيضا كتب عن الإسلام في مواضيع مثل تعدد الزوجات (2003)، الإصلاحية المسلمة (2004)، الإسلام والإلهام من المساواة بين الجنسين (2005).
فازت ستي في عام 2007 بجائزة نساء الشجاعة الدولية، وجائزة ياب تيام هين عام 2009، وجائزة المرأة لعام 2009 وجائزة من الحكومة الإيطالية.